# Lysistrate
Lysistrate is een Oudgrieks toneelstuk dat door Aristophanes werd geschreven en in 411 v.Chr. voor het eerst werd opgevoerd in Athene. Aristophanes schreef het stuk tijdens de laatste jaren van de Peloponnesische Oorlog en was het derde en het laatste van de vredesstukken die werden geschreven door Aristophanes.

## Achtergrond
Volgens de Oudgriekse wetten waren vrouwen "niet in staat tot een zelfbepaalde daad, als bijna... een onpersoon", genoten ze geen politieke representatie en waren ze aangewezen tot de vrouwenkwartieren van de Atheense huizen. Ook in de Griekse mythologie wordt het idee van vrouwen die aan de macht zijn als abnormaal gepresenteerd, in die zin dat het in de mythologie alleen voorkomt in tijden van crisis en in rituelen in perioden van het jaar die zelf als abnormaal worden gemarkeerd.

## Plot
In het stuk wordt verteld hoe de vrouwen van Athene de Atheense Akropolis innamen. Op instigatie van de geestige en vastberaden Lysistrate hebben ze samen met de vrouwen van Sparta een verbod op seksueel contact afgekondigd totdat hun partners een einde maken aan de Peloponnesische Oorlog, die meer dan twintig jaar heeft geduurd. De vrouwen houden stand totdat hun wanhopige partners vrede regelen, en de mannen en vrouwen worden dan herenigd.

## Personages
Het toneelstuk kent een grote en uitgebreide cast, de volgende personages worden bij naam genoemd:
- Lysistrate
- Calonice
- Myrrhine
- Stratyllis
- De Spartaan Lampito
- Cinesias, echtgenoot van Myrrhine

## Thematiek
In Lysistrata staat de vrede centraal en Aristophanes gebruikte zijn personages om als zijn stem te fungeren. Het hoofdpersonage, Lysistrate, toont zowel een sterke wil als vastberadenheid; ze straft haar medevrouwen vanwege hun traagheid en laat ze later een eed afleggen om hun inzet veilig te stellen. De acties van Lysistrata worden vaak omschreven als feministisch.

## Culturele invloed
Enkele plotelementen van Lysistrata lagen aan de basis voor de film The Second Greatest Sex van regisseur George Marshall uit 1955. In reactie op de Irakoorlog startte het Lysistrata Project, dit was een wereldwijde feministische actie op 3 maart 2003 waarbij duizenden acteurs verspreid over de wereld Lysistrate voorlazen uit protest tegen de oorlog.